# Nikola Stojić
Nikola Stojić (ur. 15 grudnia 1974 w Belgradzie) – serbski wioślarz, reprezentant Serbii w wioślarskiej dwójce bez sternika podczas Letnich Igrzysk Olimpijskich w Pekinie.

## Osiągnięcia
- Mistrzostwa Świata Juniorów – Montreal 1992 – dwójka bez sternika – 5. miejsce[2].
- Mistrzostwa Świata – Tampere 1995 – czwórka ze sternikiem – 6. miejsce[2].
- Mistrzostwa Świata – Aiguebelette-le-Lac 1997 – dwójka podwójna – 10. miejsce[2].
- Mistrzostwa Świata – Kolonia 1998 – dwójka bez sternika – 3. miejsce[1][2].
- Mistrzostwa Świata – St. Catharines 1999 – jedynka – 13. miejsce[2].
- Igrzyska Olimpijskie – Sydney 2000 – dwójka bez sternika – 5. miejsce[1][2].
- Mistrzostwa Świata – Lucerna 2001 – dwójka bez sternika – 2. miejsce[1][2].
- Igrzyska Olimpijskie – Ateny 2004 – dwójka bez sternika – 5. miejsce[1][2].
- Mistrzostwa Świata – Eton 2006 – dwójka ze sternikiem – 1. miejsce[1][2].
- Mistrzostwa Świata – Monachium 2007 – czwórka ze sternikiem – 2. miejsce[1][2].
- Mistrzostwa Świata – Monachium 2007 – dwójka bez sternika – 6. miejsce[1][2].
- Mistrzostwa Europy – Poznań 2007 – dwójka bez sternika – 1. miejsce[2].
- Igrzyska Olimpijskie – Pekin 2008 – dwójka bez sternika – 7. miejsce[1][2].
- Mistrzostwa Europy – Ateny 2008 – dwójka bez sternika – 2. miejsce[2].
- Mistrzostwa Świata – Poznań 2009 – dwójka bez sternika – 8. miejsce[2].
- Mistrzostwa Europy – Brześć 2009 – dwójka bez sternika – 2. miejsce[2].
- Mistrzostwa Europy – Montemor-o-Velho 2010 – dwójka bez sternika – 3. miejsce[2].